# Desislava Dimitrova
Desislava Dimitrova (Sofía, Bulgaria, 19 de junio de 1972) es una atleta búlgara retirada especializada en la prueba de 4 x 100 m, en la que ha conseguido ser medallista de bronce europea en 1994.

## Carrera deportiva
En el Campeonato Europeo de Atletismo de 1994 ganó la medalla de bronce en los relevos 4 x 100 metros, con un tiempo de 43.00 segundos, llegando a meta tras Alemania y Rusia.